# Heterochroma insignis
Heterochroma insignis är en fjärilsart som beskrevs av Walker 1857. Heterochroma insignis ingår i släktet Heterochroma och familjen nattflyn. Inga underarter finns listade i Catalogue of Life.